# Ligaria quadrinotata
Ligaria quadrinotata är en bönsyrseart som beskrevs av Lucien Chopard 1914. Ligaria quadrinotata ingår i släktet Ligaria och familjen Mantidae. Inga underarter finns listade i Catalogue of Life.